# Řepiště
Obec Řepiště (polsky Rzepiszcze, německy Repischt) leží v okrese Frýdek-Místek v Moravskoslezském kraji. Žije zde přibližně 1 900 obyvatel.
Obec se rozkládá po obou stranách historické zemské hranice Moravy a Slezska, avšak celá zástavba obce, jakož i většina jejího katastrální území, leží ve Slezsku, pouze menší západní část moderního katastru obce leží na Moravě (například téměř celá halda na severozápadě katastru). Sídlí zde fotbalový klub TJ Řepiště. Sousedními obcemi sídla jsou Frýdek-Místek, Sedliště, Vratimov a Paskov.

## Historie
První písemná zmínka o obci pochází z roku 1450, kdy těšínský kníže Bolek II. odkazuje své manželce Anně vlastnictví na území Těšínského knížectví, mimo jiné i panství Frýdecké s obcí Borutov (dnes Řepiště).
Dne 25. září 1869 se zde narodil Ferdinand Stibor, spoluzakladatel a biskup Církve československé husitské.
Narodil se tu a působil František Pavlok (1865–1928), zemědělec a politik, na počátku 20. století poslanec Říšské rady a starosta obce. Jeho synem byl spisovatel Bohumil Pavlok (1922–2002), rovněž zdejší rodák.

## Doprava
Obec leží na silnici II/477, mezi městy Frýdek-Místek a Vratimov. V obci se nachází pět zastávek autobusové dopravy, přičemž z té hlavní (Řepiště, U Kříže), odjíždí 7 autobusových linek - mmj. také linka 81 MHD Ostrava, či linky 301 a 311 MHD Frýdek-Místek. Spoje odtud však odjíždí také do Havířova. Na území obce taktéž vede železniční trať Ostrava – Valašské Meziříčí, obyvatelům obce na této trati slouží také nádraží, avšak pod jménem sousedního města Paskov.
Okolo řeky Ostravice, je na území obce vybudována cyklostezka, která navazuje na další regionální cyklotrasy v okolí. Obcí taktéž prochází zelená turistická značka. 

## Pamětihodnosti
- Dřevěný kostel svatého Michaela Archanděla
- Kaplička svaté Anežky České - ulice Lesní
- Kaple svatého Floriána – ulice Zemědělská
- Kaplička svatého Antonína Paduánského na Koutech
- Zapadlisko – pozůstatky hrádku pravděpodobně ze 13. století
- Větrný mlýnek

## Osobnosti
- František Pavlok (1865–1928), politik
- Ferdinand Stibor (1869–1956), biskup Církve československé (husitské)
- Marie Antonína Kratochvílová (1881–1942), blahoslavená řeholnice, oběť nacismu. Je po ní pojmenován místní Dětský domov.
- Oldřich Stibor (1901–1943), divadelní režisér a oběť nacismu
- Bohumil Pavlok (1922–2002), básník a pedagog
- Rostislav Pikonský (* 1971), fotbalista a fotbalový trenér

## Galerie

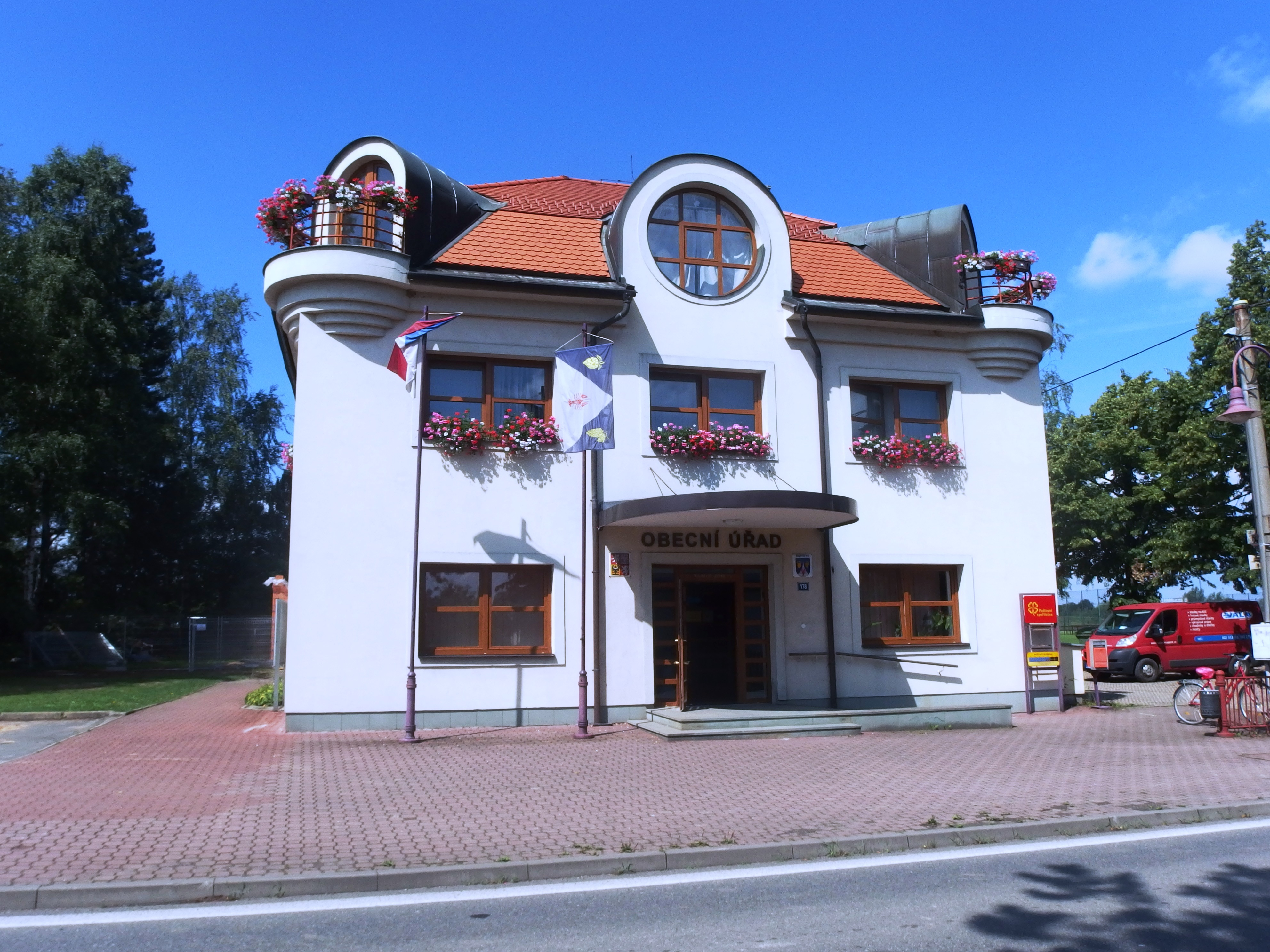
Obecní úřad
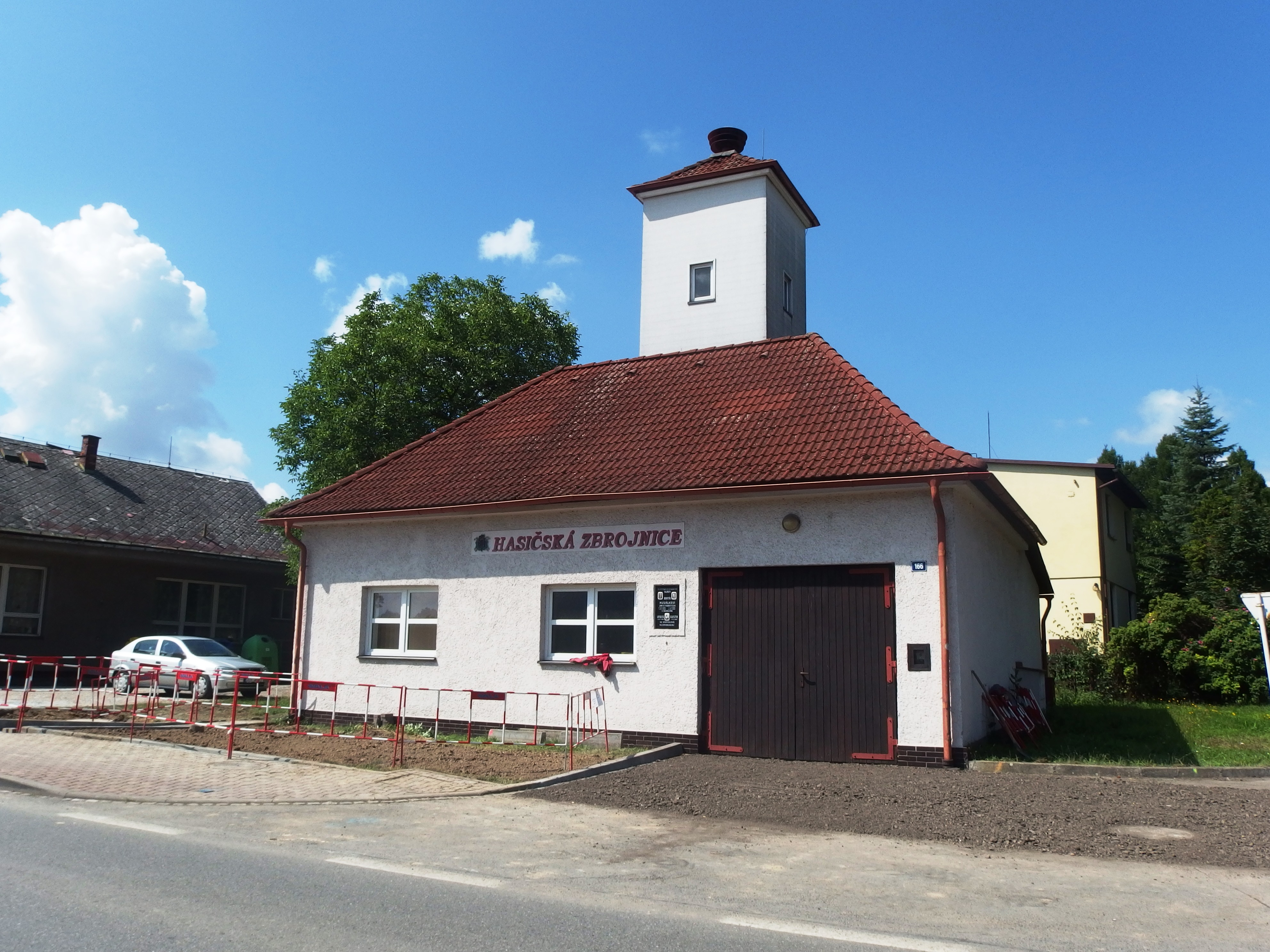
Hasičská zbrojnice
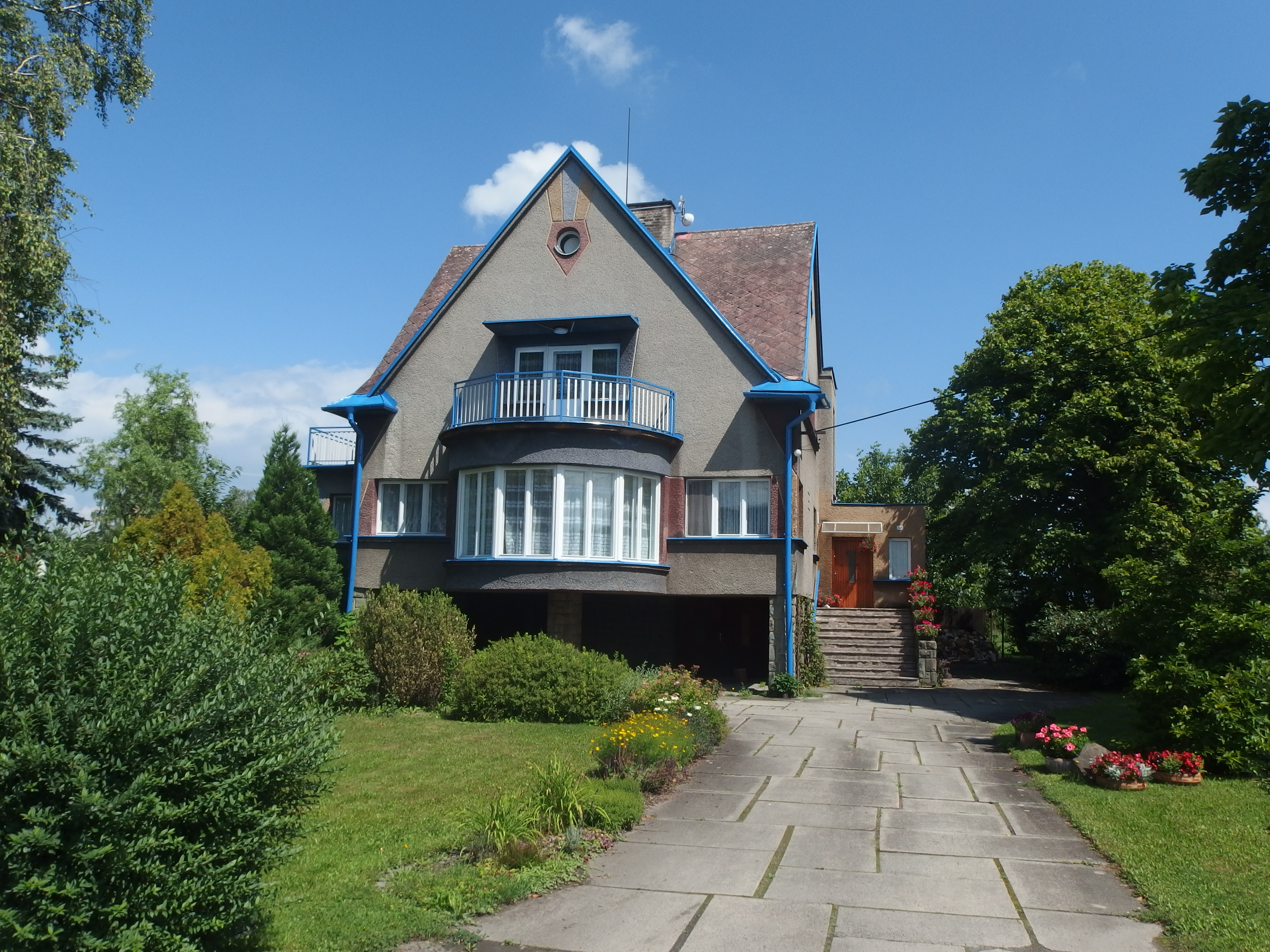
Vila ve Slezské ulici
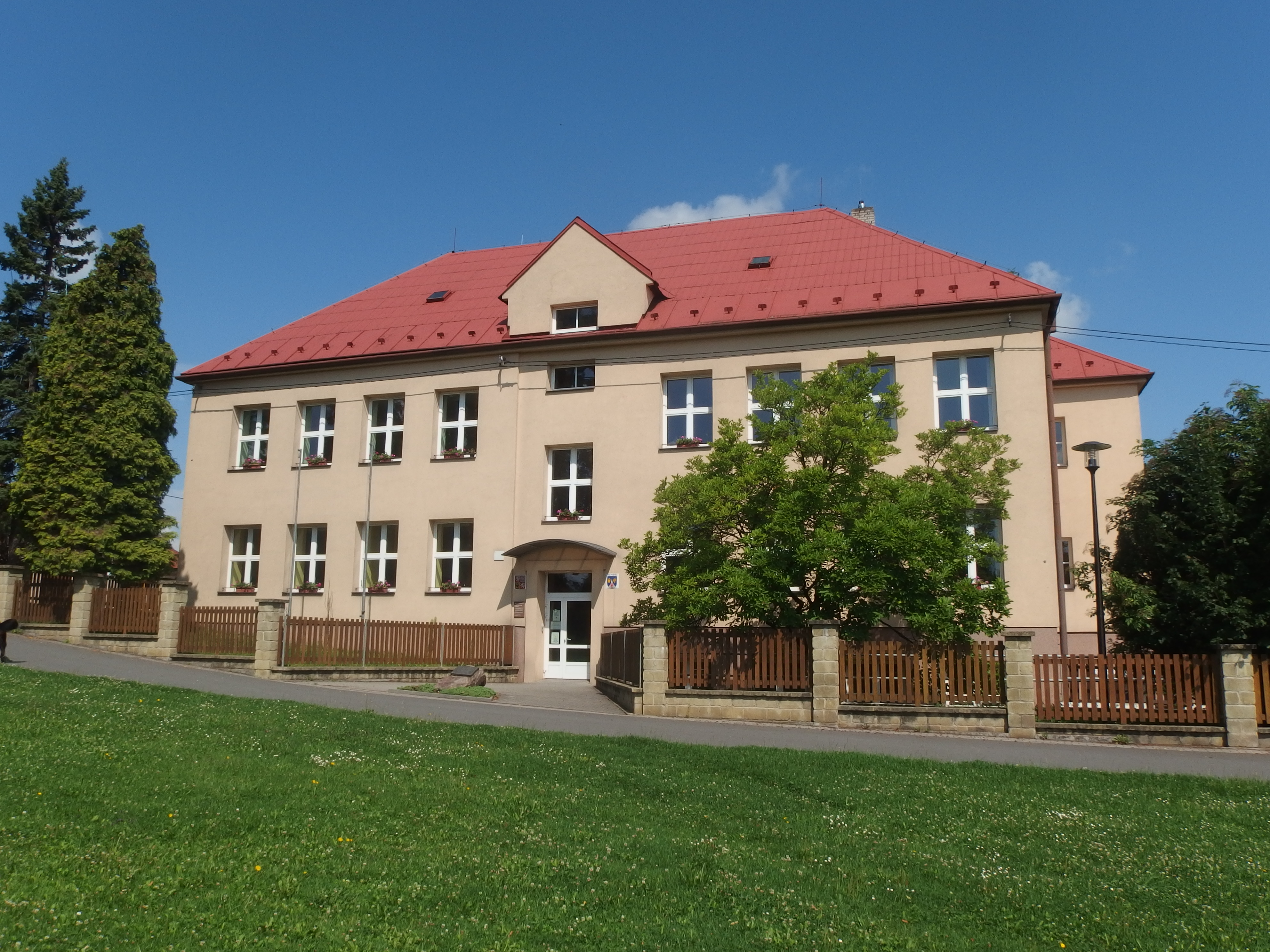
Základní škola a Mateřská škola Řepiště
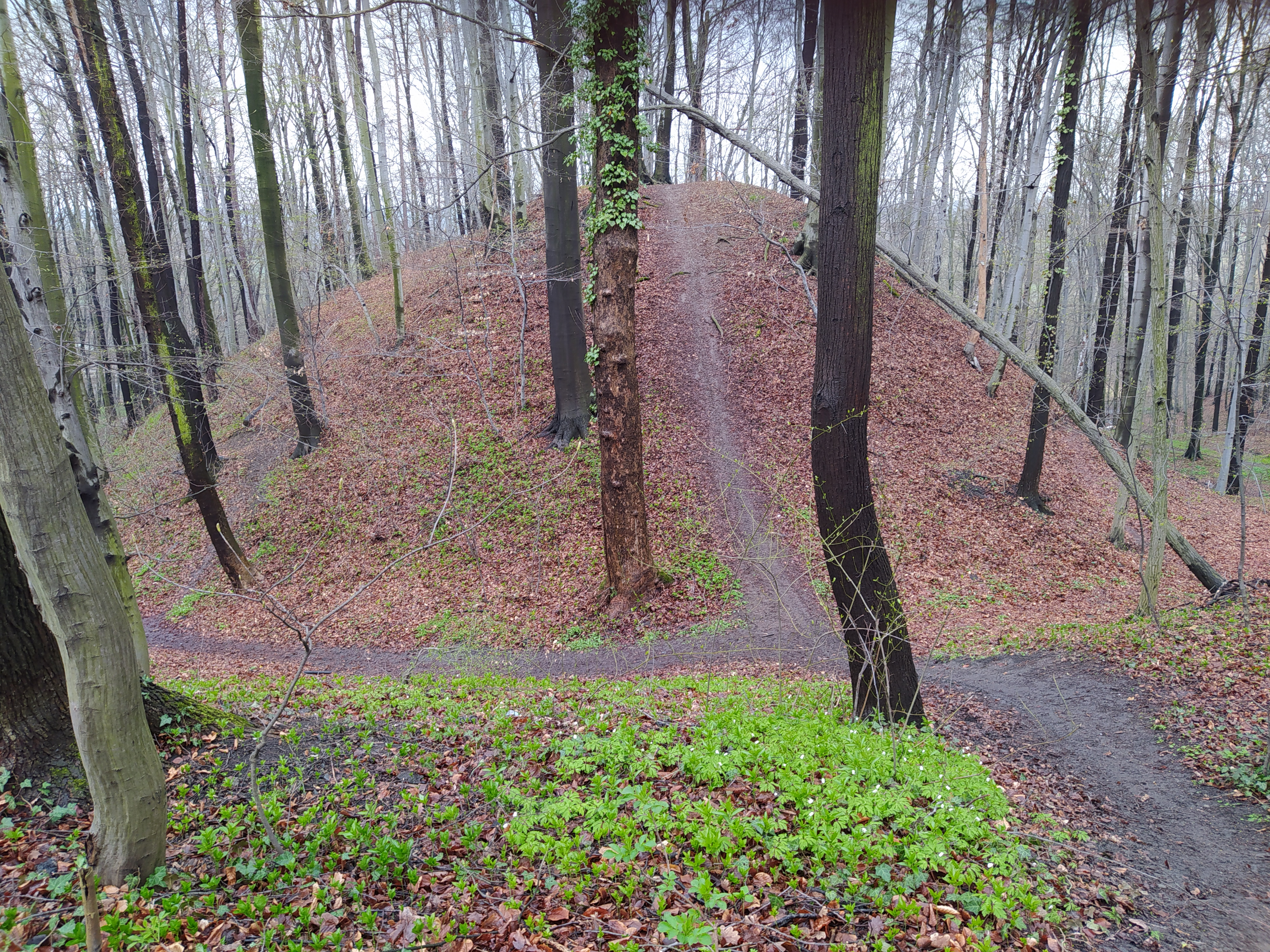
Zapadlisko - pozůstatky hrádku
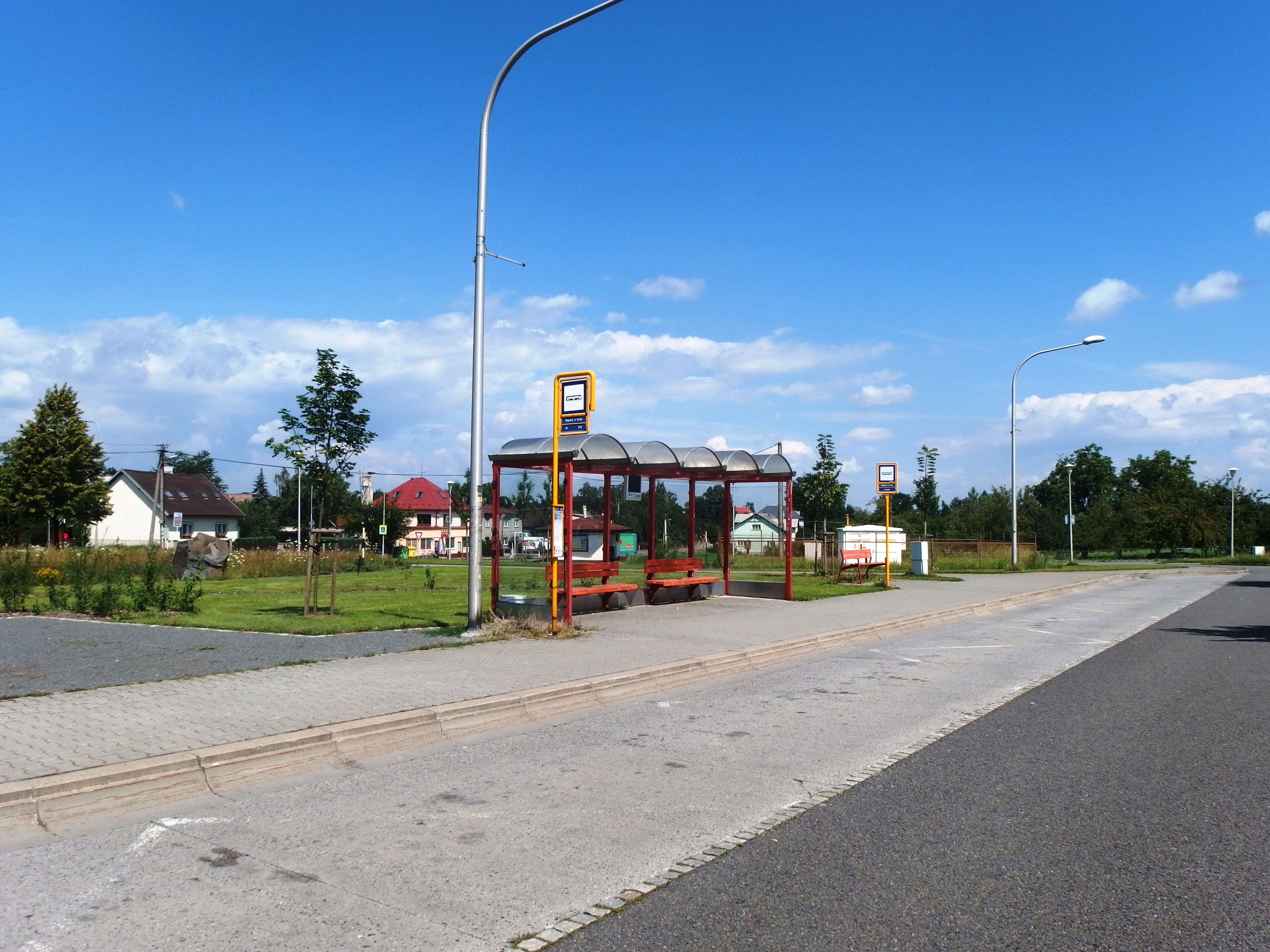
Autobusová zastávka U Kříže
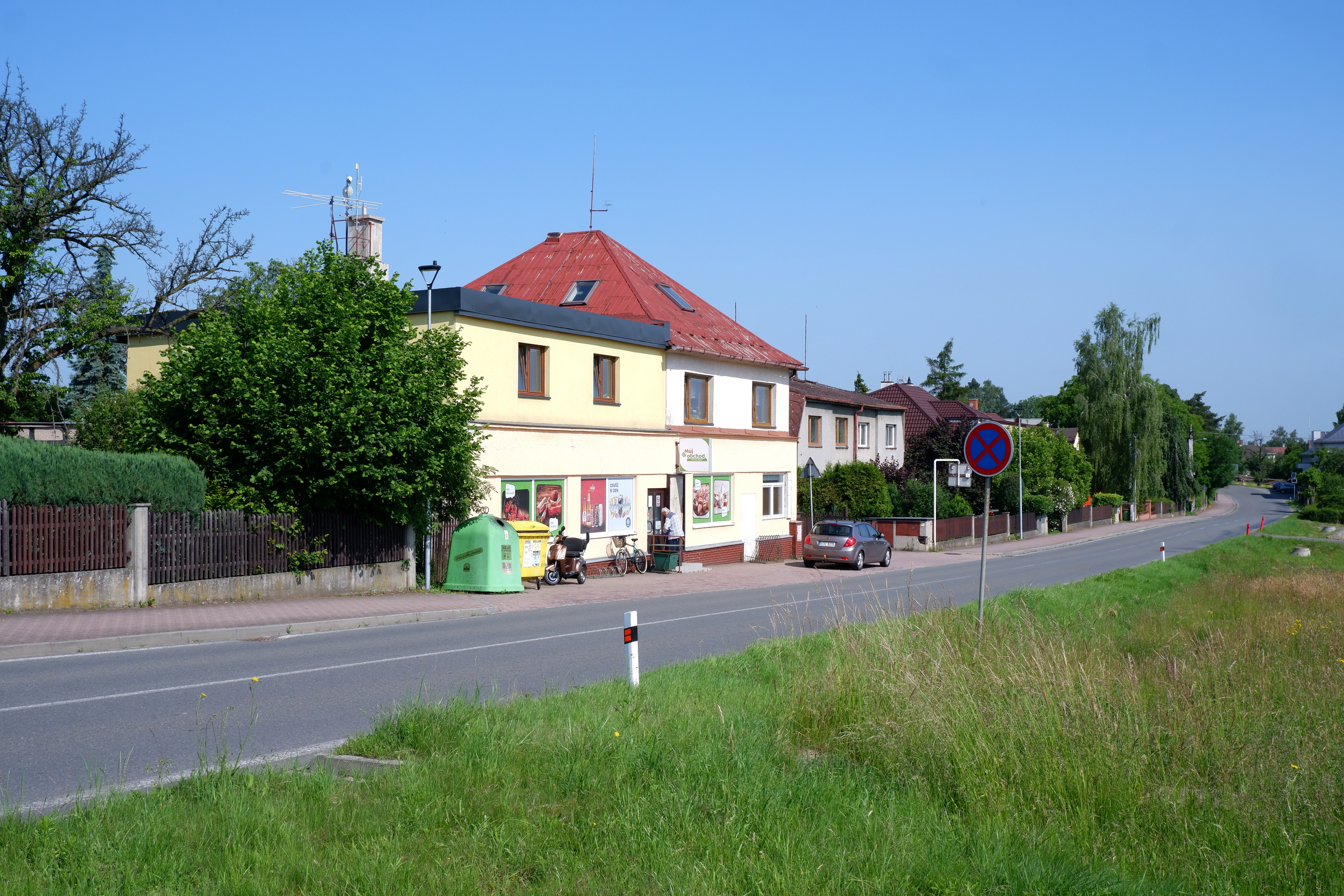
Mírová ulice

## Obyvatelstvo

Věková struktura obyvatel obce Řepiště roku 2011